# Hesperocidaris asteriscus
Hesperocidaris asteriscus is een zee-egel uit de familie Cidaridae.
De wetenschappelijke naam van de soort werd in 1948 gepubliceerd door Hubert Lyman Clark.